# Шкроботівка
Шкроботі́вка — село в Україні, у Великодедеркальській сільській громаді Кременецького району Тернопільської області. До 2016 адміністративний центр Шкроботівської сільської ради. Від вересня 2016 року ввійшло до складу Великодедеркальської сільської громади. Розташоване на  сході району на межі з Хмельницькою областю.
Населення — 578 осіб (2013); 256 дворів.

## Населення

### Мова
Розподіл населення за рідною мовою за даними перепису 2001 року:
| Мова       | Кількість | Відсоток |
| ---------- | --------- | -------- |
| українська | 567       | 99.13%   |
| російська  | 5         | 0.87%    |
| Усього     | 572       | 100%     |

## Історія
Перша писемна згадка — 1583 як Скороботівка.
Після Люблінської унії 1569 р. Шкроботівка, перебуваючи в складі Волинського воєводства входить до складу Польщі і перебувала у її складі до 1772 р.
У 1665 році село згадується як маєток Скороботівка пані Христини.
Вкінці 19 ст. у селі був 661 двір, проживало 492 жителі. Діяли «Просвіта» та інші товариства.
На 1936 рік село входило до ґміни Дедеркали Кременецького повіту. 
За Ризьким договором 1921 року Шкроботівка відійшла до Польщі. Кордон між Радянським Союзом та Польщею проліг відразу ж за селом.
У 1939—1950 рр. жителі села брали участь в національно-визвольній боротьбі українського народу, воювали на фронтах німецько-радянської війни, були вивезені на примусові роботи до Німеччини.
У 1980-х роках XX ст. збудоване нове приміщення сільської ради і сільський клуб.
12 червня 2020 року, відповідно до розпорядження Кабінету Міністрів України № 724-р «Про визначення адміністративних центрів та затвердження територій територіальних громад Тернопільської області» увійшло до складу Великодедеркальської сільської громади.
19 липня 2020 року, в результаті адміністративно-територіальної реформи та ліквідації Шумського району, село увійшло до складу Кременецького району.

## Пам'ятки
- Є церква св. Димитрія (1923).
- Відомості про церкву з 1868 року, дзвіниця якої була добудована в 1888 р. В 1928 році, за ініціативи священика Юхновського, розпочалася добудова невеличкої дерев'яної церкви. В 1929 році будівництво закінчилося.
- Є в Шкроботівці ще одна святиня — капличка, про яку старожили розповідають цікаву легенду про цілюще джерельце. На початку 50-х років XX ст. збудували над криничкою капличку. Та в часи гоніння за православну віру тут був склад. На сьогоднішній час капличку відновлено.
- Споруджено пам'ятник воїнам-односельцям, полеглим у німецько-радянській війні (1967).
- Ботанічна пам'ятка природи місцевого значення Нездобниця.

## Соціальна сфера
Працюють Шкроботівський навчально-виховний комплекс., клуб, бібліотека,  2 торг. заклади.

### Школа
У 1920 році клопотаннями Степана Турика у селі була відкрита державна початкова школа. За польської влади навчання велось польською мовою, вчитись було важко, зважаючи на важке матріальне становище селян. До 1920 р. дітям Шкроботівки доводилось ходити до школи в сусідньому селі Дедеркали, де діяла учительська семінарія, а при ній двокласна базова школа.
У 1962 р. завдяки голові колгоспу Ящук Ганні Потапівні відкрилося старе приміщення діючої школи. В 1981 р. колгосп "Мир" спрямував зусилля на добудову нової школи, яка почала діяти в 1983—1985 рр. В 1987 р. Шкроботівська восьмирічна школа реорганізована в установу «Школа-дитячий садок». Це приміщення і по сьогодні приймає учнів 1-9 класів та дошкільнят.

## Відомі люди

### Народилися
- Антонюк Сергій Сергійович (1975—2022) — солдат Збройних Сил України, учасник російсько-української війни.
- Турик Степан Іванович (1892—1982) — український фольклорист, філолог. Зібрав понад 1000 народних пісень, з них 100 у Шкроботівці. Він описав також життя села і краю в романі-хроніці «Крізь бурі і громи».
- Сойко Іван Васильович — український перекладознавець, педагог, перекладач, викладач Київського національного університету ім. Т. Г. Шевченка (доцент кафедри германської філології, кандидат філологічних наук).
- Яцюк Анатолій Іванович (1988—2022) — солдат Збройних Сил України, учасник російсько-української війни.
- Яцюк Іван Миколайович (1991—2023) — військовослужбовець Збройних сил України, учасник російсько-української війни.

## Галерея

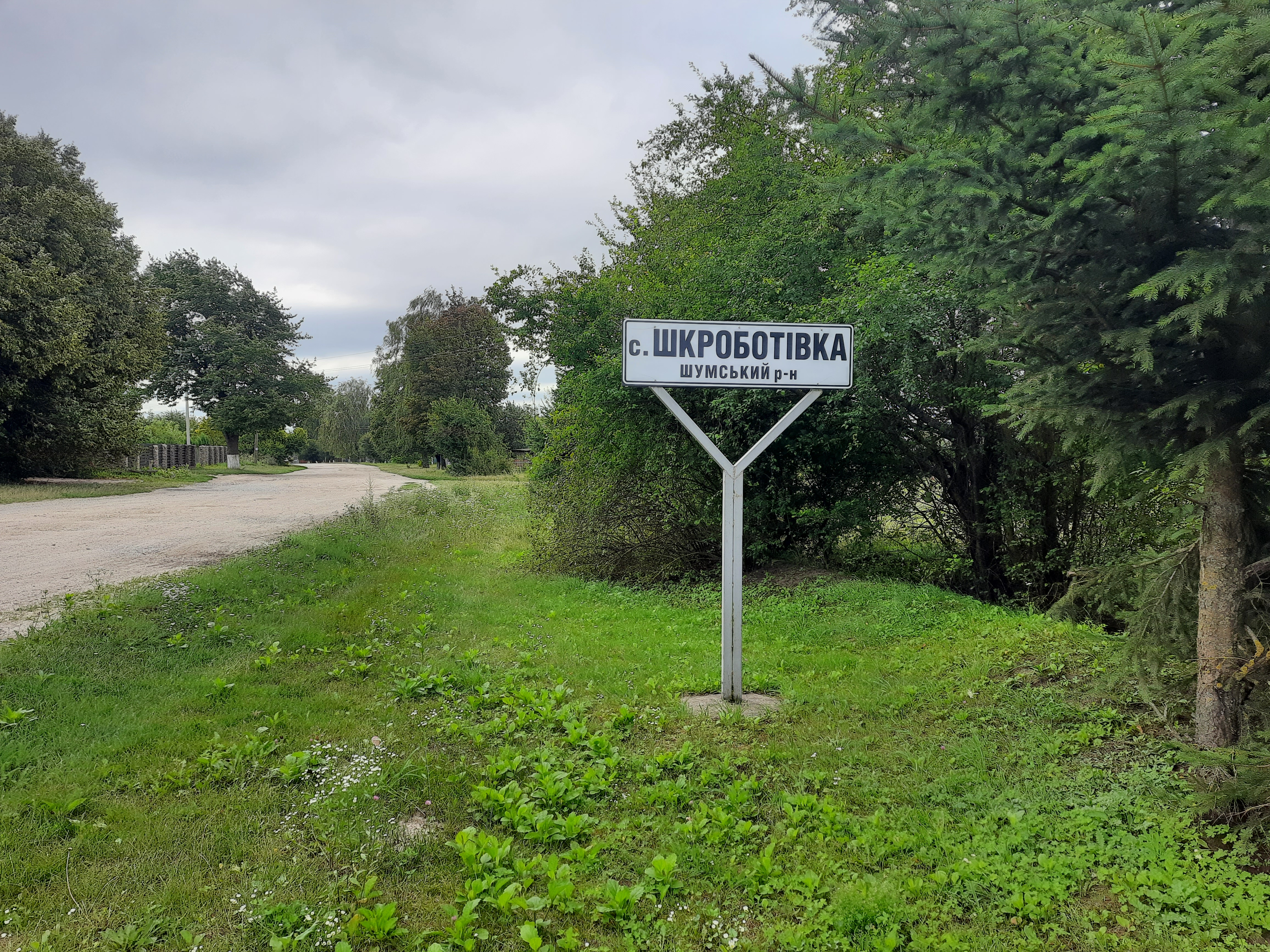
Дорожній знак при в'їзді в село
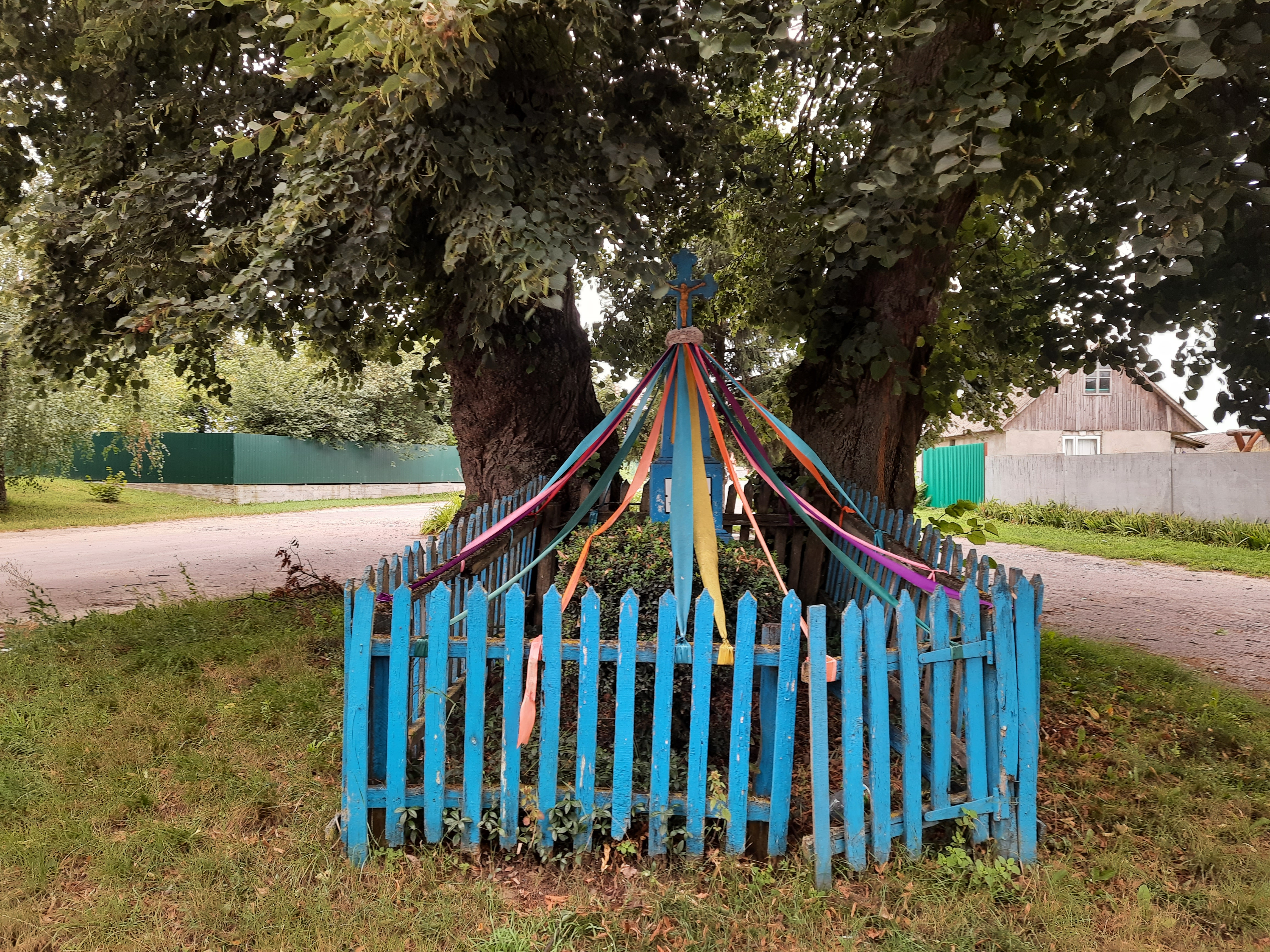
Пам'ятний хрест
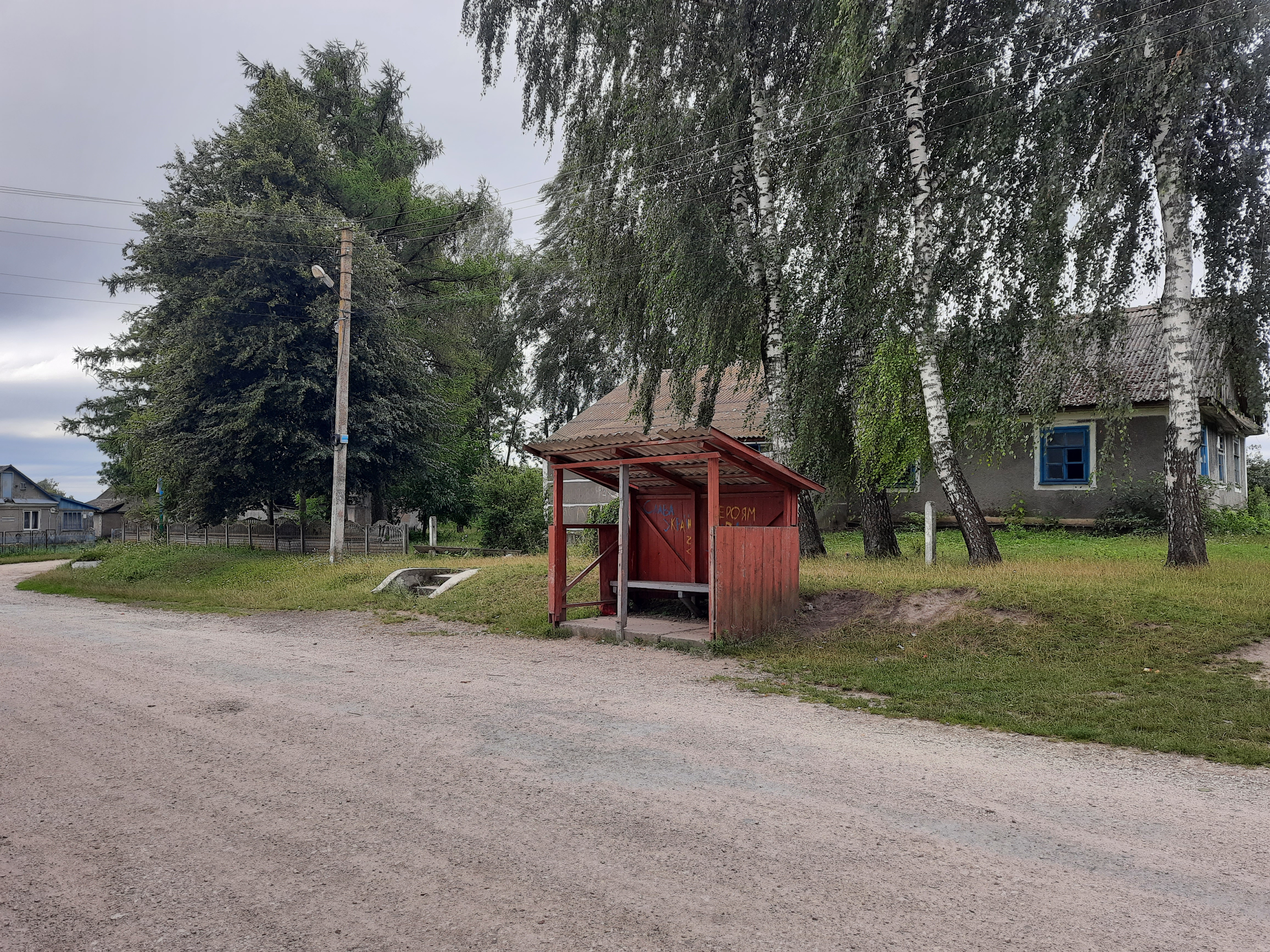
Автобусна зупинка
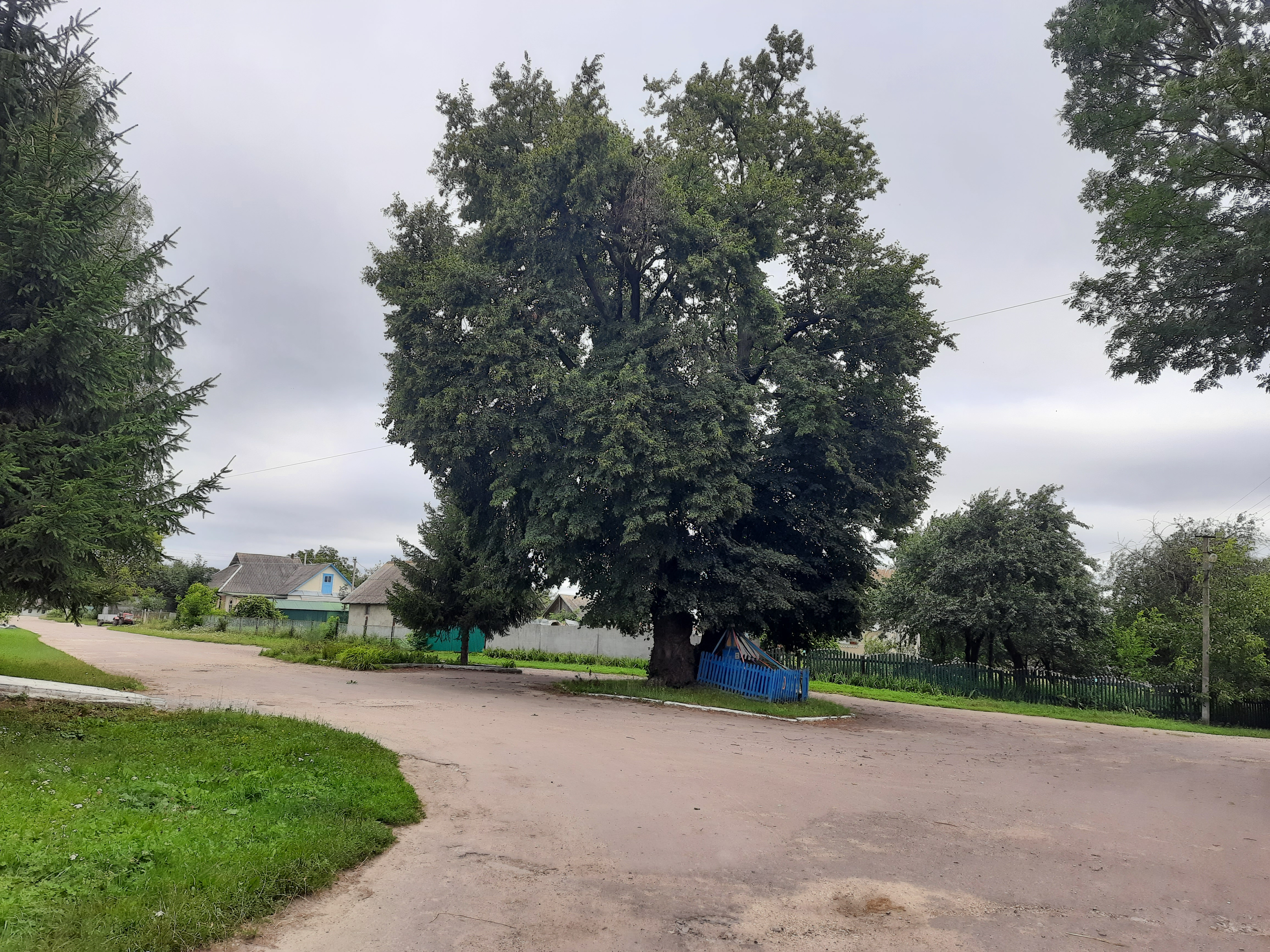
Сільський пейзаж
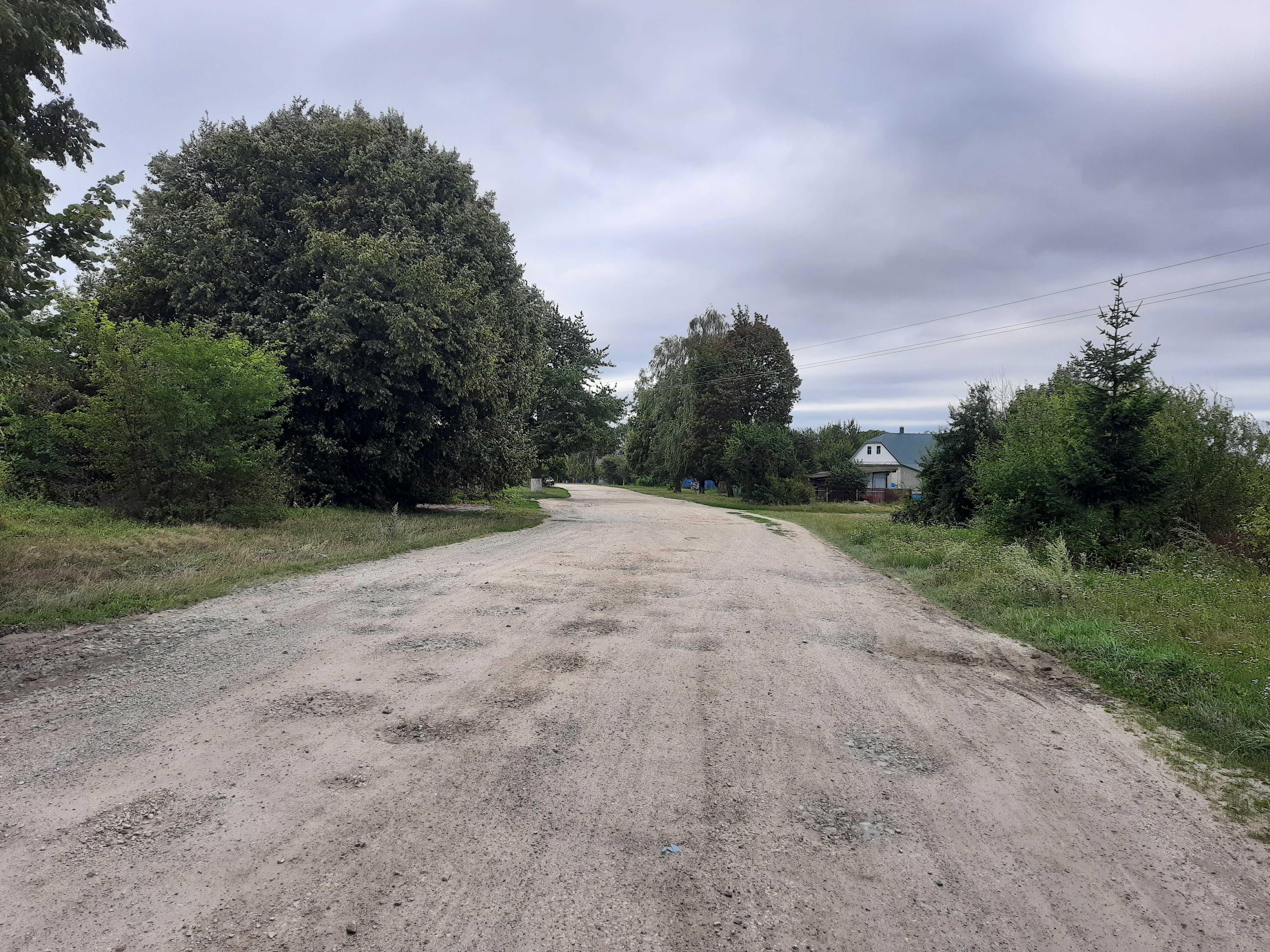
Околиця села